# Síndrome de Costeff
El síndrome de Costeff, también llamado aciduria 3-metilglutacónica tipo III, es una rara enfermedad hereditaria de transmisión autosómica recesiva que está originada por una mutación en el gen OPA3 del cromosoma 19 humano (19q13.2-q13.3). La enfermedad se presenta de forma casi exclusiva en la población judía de Irak, hasta el año 2010 se habían documentado menos de 50 casos a nivel mundial. El síntoma principal es la aparición durante la infancia de una atrofia óptica que disminuye de forma progresiva la agudeza visual, otros síntomas son aciduria 3-metilglutacónica, trastornos de movimiento del tipo coreoatetósico, retraso mental, dificultad para hablar (disartria) y nistagmo. No existe tratamiento curativo, las medidas terapéuticas se basan en mejorar los síntomas.
Recibe su nombre en honor al médico estadounidense Hanan Costeff.

## Epidemiología
La gran mayoría de los casos notificados afectan a la población judía iraquí, en la que la prevalencia del trastorno se ha estimado en alrededor de 1 por 10.000.